# The Lurker’s Guide to Babylon 5

Эмблема сайта

The Lurker’s Guide to Babylon 5 — веб-сайт фанатов, содержащий детальнейшее описание эпизодов, анализ, заметки о производстве, фоновые материалы, ссылки и т. д., относящиеся к научно-фантастическому сериалу «Вавилон-5». Он считается фанами сериала важным хранилищем данных обо всех вещах, связанных с «Вавилоном-5» — известно, что даже создатель B5 Дж. Майкл Стразински пользовался им. Имя сайта взято по термину lurker (англ.) (интернет-сленг, обозначающий человека, читающего группы новостей, но не участвующего в них; в русском языке не прижилось), который Стражински использовал для ссылки на низший слой жителей станции «Вавилон-5».

## Структура
The Lurker’s Guide состоит из пяти больших частей, начиная со «вселенной Вавилона-5». Эта секция является вводной для сериала и описывает исторические события, относящие ко времени сериала, задающие его политический и социальный климат. Есть также секции по ресурсам и ссылкам, а также по детальной информации о производстве сериала.
Сердцем The Guide является описание отдельных эпизодов. Каждый эпизод имеет страницу содержания, страницу фона (дающую описание и объяснение событий эпизода), а также детальную информацию о ролях и исполнителях. Главная страница является наиболее используемым ресурсом. Она содержит секцию, показывающую, как эпизод соотносится с общей историей сериала, секцию вопросов без ответа, секцию детального анализа, а также секцию различных комментариев. Каждая статья содержит секцию «JMS говорит», содержащую комментарии к эпизоду, данные Стражински на различных форумах.

## История
The Guide был создан Стивеном Гриммом в начале 1993 года, задолго до выхода пилотной серии, как FAQ, размещённый в Usenet. Веб-сайт был настроен, но The Guide родился тогда, когда FAQ стал слишком большим. Гримм поддерживал сайт многие годы при поддержки нескольких фанов.
Во время выхода сериала «Вавилон-5», The Lurker’s Guide постоянно обновлялся, добавлялись новые факты и объяснения, когда они становились доступны. Сейчас сайт не обновляется так часто, так как сериал закончился, однако продолжает служить хранилищем данных для удовольствия фанов. Фаны считают, что этот сайт является лучшим по сравнению со всеми официальными сайтами по Вавилону-5, поддерживаемыми Warner Bros., и Стражински говорил, что сам пользовался сайтом как справочником, называя его «ценным ресурсом».

## Наследие
The Guide и его FTP-архив размещались на hyperion.com, пока Гримм не потерял домен. В эпизоде первого сезона «Глас в пустыне», Стражински назвал крейсер EAS Гиперион по имени сайта.